# マカイビーディーヴァ
マカイビーディーヴァ（Makybe Diva、1999年3月21日 - ）はオーストラリアの競走馬・繁殖牝馬。主な勝ち鞍は2003年 - 2005年のメルボルンカップ3連覇、2004年のシドニーカップ、2005年のオーストラリアンカップ、ザBMW、コックスプレート。
2005年・2006年のオーストラリア年度代表馬であり、2006年にはオーストラリア競馬の殿堂入りを果たした。総獲得賞金14,526,685オーストラリア・ドル（約12億6000万円）はオセアニア史上1位。
名前は造語であり発音には諸説ある。日本ではマカイビーディーヴァと登録されたが、それ以前にはマキビーディーヴァと表記されることもあった。マグロ水産会社を経営するオーナーが社員である女性5人に命名を頼んだところ、5人の名前 (Maureen, Kylie, Belinda, Diana, Vanessa) を2文字ずつ連ねMakybe Divaと名付けられたという。

## 経歴

### デビュー前
1999年3月21日、イギリスで生まれる。当歳市場に上場したものの、1万9000ギニー（当時約336万円）で主取りとなった。そのため、オーストラリア人の生産者自身が所有し、競走馬としてデビューすることとなった。

### 戦績
デビュー2戦目で勝ち上がるとそこから6連勝でVRCクイーンエリザベスステークス（G2、2500m）を制覇。それからしばらくは勝てなかったが、オーストラリア最大のレースであるメルボルンカップ（G1、3200m）に挑むと51キロの軽ハンデに恵まれたこともありG1初制覇を達成した。秋にはシドニーカップ（G1、3200m）にも勝ち37年ぶりの豪州の2大長距離レース制覇を成し遂げている。翌年、2度目のメルボルンカップではアイリッシュセントレジャーを4連覇した欧州の名ステイヤー、ヴィニーローを破り連覇した。
翌2005年には本格化し、それまでの得意距離である長距離にとどまらず中距離でも活躍し始めた。オーストラリアンカップ（G1、2000m）をレコードで勝利し、ザBMW（G1、2400m）も制覇すると、日本に遠征。エイプリルステークス7着を叩いて天皇賞（春） (GI) に出走したが、2番人気に推されるも馬場が合わず7着に終わり、初めて2500メートル以上の距離で敗北した。
その後オーストラリアに戻りメムジーステークス（G2、1400m）1着、チンナムステークス（G2、1600m）2着、ターンブルステークス（G2、2000m）1着と好成績を残し、オーストラリア最強馬決定戦であるコックスプレート（G1、2040m）にも勝ち、オーストラリアを代表する競走馬となった。11月1日のメルボルンカップでは58キログラムとトップハンデを背負いながらも、史上初の3連覇を達成。この勝利によりサンラインが保持していたオセアニアの競走馬の獲得賞金記録を更新している。優勝直後、馬主がスピーチで現役引退を発表した。翌年オーストラリア競馬の殿堂入りを果たした。

### 競走成績
- 2001/2002年（1戦0勝）
- 2002/2003年（8戦6勝）
  - VRCクイーンエリザベスステークス (G2)
- 2003/2004年（11戦2勝）豪最優秀長距離馬
  - メルボルンカップ (G1) 、シドニーカップ (G1)
- 2004/2005年（11戦3勝）豪年度代表馬、最優秀長距離馬、最優秀牝馬
  - メルボルンカップ (G1) 、ザBMW (G1) 、オーストラリアンカップ (G1)
- 2005/2006年（5戦4勝）豪年度代表馬、最優秀長距離&中距離馬
  - メルボルンカップ (G1) 、コックスプレート (G1) 、メムジーステークス (G2) 、ターンブルステークス (G2)

### 繁殖牝馬時代
2006年シーズンより、オーストラリア・ニューサウスウェールズ州にあるクールモアスタッドで繁殖入りし、Galileoと交配された。
2007年に初仔となる牡馬を出産し、この年はEncosta De Lagoとの交配を行った。

## 血統表
| マカイビーディーヴァの血統（ノーザンダンサー系 / Northern Dancer 4･4×4=18.75%） | マカイビーディーヴァの血統（ノーザンダンサー系 / Northern Dancer 4･4×4=18.75%） | マカイビーディーヴァの血統（ノーザンダンサー系 / Northern Dancer 4･4×4=18.75%） | （血統表の出典）     | （血統表の出典） |
| 父 *デザートキング Desert King 1994 鹿毛                                        | 父の父*デインヒル Danehill 1986 鹿毛                                            | Danzig                                                                          | Northern Dancer      | Northern Dancer  |
| 父 *デザートキング Desert King 1994 鹿毛                                        | 父の父*デインヒル Danehill 1986 鹿毛                                            | Danzig                                                                          | Pas de Nom           |                  |
| 父 *デザートキング Desert King 1994 鹿毛                                        | 父の父*デインヒル Danehill 1986 鹿毛                                            | Razyana                                                                         | His Majesty          | His Majesty      |
| 父 *デザートキング Desert King 1994 鹿毛                                        | 父の父*デインヒル Danehill 1986 鹿毛                                            | Razyana                                                                         | Spring Adieu         |                  |
| 父 *デザートキング Desert King 1994 鹿毛                                        | 父の母Sabaah 1988 栗毛                                                          | Nureyev                                                                         | Northern Dancer      | Northern Dancer  |
| 父 *デザートキング Desert King 1994 鹿毛                                        | 父の母Sabaah 1988 栗毛                                                          | Nureyev                                                                         | Special              |                  |
| 父 *デザートキング Desert King 1994 鹿毛                                        | 父の母Sabaah 1988 栗毛                                                          | Dish Dash                                                                       | Bustino              | Bustino          |
| 父 *デザートキング Desert King 1994 鹿毛                                        | 父の母Sabaah 1988 栗毛                                                          | Dish Dash                                                                       | Loose Cover          |                  |
| 母 Tugela 1995 黒鹿毛                                                           | 母の父Riverman 1969 鹿毛                                                        | Never Bend                                                                      | Nasrullah            | Nasrullah        |
| 母 Tugela 1995 黒鹿毛                                                           | 母の父Riverman 1969 鹿毛                                                        | Never Bend                                                                      | Lalun                |                  |
| 母 Tugela 1995 黒鹿毛                                                           | 母の父Riverman 1969 鹿毛                                                        | River Lady                                                                      | Prince John          | Prince John      |
| 母 Tugela 1995 黒鹿毛                                                           | 母の父Riverman 1969 鹿毛                                                        | River Lady                                                                      | Nile Lily            |                  |
| 母 Tugela 1995 黒鹿毛                                                           | 母の母*ランブシュカ Rambushka 1986 鹿毛                                         | Roberto                                                                         | Hail to Reason       | Hail to Reason   |
| 母 Tugela 1995 黒鹿毛                                                           | 母の母*ランブシュカ Rambushka 1986 鹿毛                                         | Roberto                                                                         | Bramalea             |                  |
| 母 Tugela 1995 黒鹿毛                                                           | 母の母*ランブシュカ Rambushka 1986 鹿毛                                         | *カツラ Katsura                                                                 | Northern Dancer      | Northern Dancer  |
| 母 Tugela 1995 黒鹿毛                                                           | 母の母*ランブシュカ Rambushka 1986 鹿毛                                         | *カツラ Katsura                                                                 | Noble Fancy F-No.9-f |                  |